# Fabienne Colas
Fabienne Colas, née le 18 mars 1979 à Port-au-Prince (Haïti), est une actrice, réalisatrice et productrice québécoise d'origine haïtienne.
À la tête de la Fondation Fabienne Colas, consacrée à la promotion du cinéma, de l’art et de la culture, elle organise de nombreux festivals.

## Carrière
Militante de la diversité culturelle dès son arrivée au Canada, elle est l’invitée de nombreux panels de discussions, conférences, débats, consultations et entrevues sur les questions de la représentativité de la diversité dans les médias québécois et sur le marché de l’emploi.
Elle compte parmi les femmes d’affaires au Québec et dirige sa propre maison de production Zaza Production. Mannequin et Miss Haïti 2000, parlant couramment le créole, le français, l’anglais et l’espagnol, elle a représenté Haïti à plusieurs concours de beauté à l’étranger.
En 2003, elle gagne le Ticket d’Or de la meilleure actrice pour le film Barikad en Haïti (réalisé par Richard Sénécal) et reçoit une nomination pour le même film au Haitian Entertainment Awards en Floride. Elle joue dans plusieurs productions québécoises tant sur le grand que sur le petit écran (Watatatow, L’Auberge du chien Noir, Comment Conquérir l’Amérique en une nuit, Trauma, Providence etc.).
Membre de l’Union des artistes (UDA), de l'Association des artistes canadiens de la télévision et de la radio (ACTRA) et de l’Académie canadienne du cinéma et de la télévision (ACCT), elle participe à plusieurs jurys prestigieux du milieu artistique québécois, dont celui du Conseil des Arts et des Lettres du Québec.
En 2008, elle signe son premier film Minuit, long-métrage de fiction sur le vaudou dans lequel elle tient un rôle principal. Elle est également lauréate du Mois de l'histoire des Noirs en 2010 dans la catégorie « Évènements culturels ».
Elle est détentrice depuis 2011 de deux licences du Conseil de la radiodiffusion et des télécommunications canadiennes (CRTC) pour la création de deux chaînes de télévision d’expression française, Diversité TV et Bon Goût TV. Elle entend apporter plus de couleurs dans les programmes télévisuels notamment au Québec.
Récipiendaire de la Médaille de l'Assemblée nationale du Québec pour son engagement «à faire avancer et reconnaître la contribution des personnes et des communautés noires au développement du Québec», elle fait partie en 2017 du comité de programmation de la société du 375e anniversaire de Montréal.
Elle est nommée à l’Ordre du Canada en 2024. Elle est honorée en étant sélectionnée parmi les lauréats du prix Canada's Top 40 Under 40 pour l'année 2018 qui récompense chaque année quarante entrepreneur(e)s canadiens/canadiennes de moins de 40 ans pour leur esprit visionnaire et novateur.

## Festivals organisés par Fabienne Colas
- 2005 : Festival International du Film Black de Montréal[7], qui met en valeur des films sur les réalités des Noirs des quatre coins du monde.
- 2007 : Festival Haïti en Folie à Montréal[8], événement pluridisciplinaire consacré à la culture haïtienne en dehors d’Haïti.
- 2009 : Festival du Film Québécois en Haïti, qui vise à renforcer les relations culturelles entre le Québec et Haïti.
- 2009 : Festival Dansomania - les Danses du Monde en 2009, qui met en valeur les danses de diverses communautés culturelles.
- 2009 : Festival Ririri 2009, destiné à mettre en valeur les humoristes noirs de la relève.
- 2012 : Événement Fondu au Noir[9], qui célèbre le Mois de l’Histoire des Noirs.

## Filmographie

### Cinéma
- Sortie 67 de Jephté Bastien (2010)
- Minuit (2008)
- Amour mensonges et conséquences (2006)
- Profonds regrets (2005)
- Convoitises (2005)
- Comment Conquérir l’Amérique en une Nuit (2004)
- Jack Paradise (2004)
- Protège-moi  (2003)
- Barikad (2002)
- Bouki nan Paradi  (2001)

### Télévision
- Providence (2011)
- Trauma I et Trauma II (2009 et 2010)
- Watatatow (2004-2005)
- Adéla (2004)
- L’Auberge du chien noir (2003)
- Pè Toma (2000 - 2001)
- Virginie (2002)
- Sorry (2004)
- Besoin de ça (2003)